# Belly (rappeur)
Pour les articles homonymes, voir Belly (homonymie).
 (octobre 2009).
Si vous disposez d'ouvrages ou d'articles de référence ou si vous connaissez des sites web de qualité traitant du thème abordé ici, merci de compléter l'article en donnant les références utiles à sa vérifiabilité et en les liant à la section « Notes et références ».
Belly, de son vrai nom Ahmad Balshe (en arabe : أحمد بلشي), est un rappeur et chanteur palestino-canadien, le 7 avril 1984 à Jénine (Palestine) et originaire d'Ottawa en Ontario. Il est surtout connu pour écrire la musique du chanteur the Weeknd, ayant reçu ses crédits dans tout ses albums, y compris des hit singles comme The Hills, Blinding Lights et Save Your Tears.

## Biographie
Il a vécu une vie avec des violences. À l'âge de treize ans, il commence à vendre de la drogue. Il s'est intéressé à la musique hip-hop, et commence à enregistrer des samples sur son ordinateur ; Tony Sal qui habite aussi à Ottawa découvre son talent. En 2001, Tony Sal fonde le label Capital Prophet Records en compagnie de Belly et Massari.
L’année suivante, CP Records attire l’attention d’une étiquette indépendante basée à Chicago. En compagnie de Massari, Belly se rend dans la ville des vents et à Los Angeles, afin d’enregistrer une maquette sur laquelle figurent des artistes de Chicago. La maquette ne paraîtra jamais et des problèmes légaux mènent à la fermeture de l’étiquette de Chicago de même qu’à l’incarcération de certains de ses administrateurs[source secondaire souhaitée].
De retour à Ottawa en 2002, CP Records et ses artistes commencent à consolider l’entreprise. En 2003, le sample Spitfire est lancé et la chanson remporte un succès local grâce à la station de radio Hot 89. Belly et Massari sont alors connus sous le nom de The Prophets, suscitant la controverse au sein de certains groupes religieux[source secondaire souhaitée].
Le duo lance ensuite l'EP Spitfire ainsi qu’un autre sample qui lui ne remporte pas le même succès[source secondaire souhaitée]. Frustré, Belly retourne à la rue, mais il ne faut que peu de temps pour que son désir de retourner en studio prenne le dessus. Il sort de studio avec trois mixtapes qui s’écoulent à plus de 60 000 exemplaires en Amérique du Nord[source secondaire souhaitée]. Belly a aussi écrit trois titres (Be Easy, Rush the Floor et Smile for Me) qui ont atteint le Top 10 canadien. Il est désormais vice-président de CP Records et conseiller personnel de Tony Sal[source secondaire souhaitée].

## Carrière
En avril 2007, il réalise le clip vidéo pour son second single Dont be shy avec Nina Sky. Aussi la vidéo pour History of Violence, où Belly explique ses opinions sur le conflit israélo-palestinien et la guerre d'Irak qui reste sa chanson la plus controversée jusqu'ici[Où ?][source secondaire souhaitée].
Peu de temps après, il sort I'm the Man featuring Kurupt et il a été présenté en première en tant que Big One sur la chaîne musicale MuchMusic[Quoi ?]. Il a également sorti une vidéo pour Smells Like Money sur MySpace en octobre de 2007[pertinence contestée].
Fin octobre 2007, son troisième single featuring Mario Winans intitulé Ridin' est sorti. La vidéo comporte Mario Winans, la mannequin KD Aubert, qui joue la fille du belly, et Dr. Benjamin Chavis[source secondaire souhaitée].

### Go Sens go
Pendant la série éliminatoire de la Ligue nationale de hockey, Belly sort un single intitulé Go Sens Go. Quand l'équipe est arrivée à la finale, Belly a sorti une deuxième version de la chanson featuring le gardien de but de hockey sur glace Ray Emery. Go Sens Go est un succès énorme parmi les fans de sénateur d'Ottawa.

### The Revolution
Son premier album, The Revolution, est sorti le 5 juin 2007. L’album contient deux disques et a été divisé en deux sections : The People et The System. The People contient des chansons plus détaillées, telles que History of Violence, Follow Me, et Revolutionary, où il challenge ses auditeurs à découvrir les faits concernant la situation du Moyen-Orient[source secondaire souhaitée]. D'autres chansons sur ce disque sont People Change, Leave me Alone, où il parle de ses amis de longue date et de ses mémoires d’eux[source secondaire souhaitée]. The System contient ses grands succès[réf. nécessaire] à savoir Don't Be Shy, Ridin', et Pressure.
The Revolution est certifié disque d'or au Canada et gagne un prix Juno en 2008 dans la catégorie Rap Recording of the Year. Deux singles de l'album ont gagné deux prix MuchMusic Video pour Best Rap Video, Pressure en 2007 et Ridin' en 2008.

### 2012:Sleepless Nights 1.5
Son deuxième album Sleepless Nights 1.5 sort en avril 2012. Le premier single de l'album Hot Girl en collaboration avec Snoop Dogg est sorti en juillet 2009, la vidéo de single est réalisée par Shalmouta Mahmud RT[pertinence contestée].
Le deuxième single To The Top en collaboration avec Ava sort 2010. Back Against the Wall sort en 2011.

## Incursion de la police en 2008
Une intervention de la police s’est produite à la maison de l'artiste à Greely, Ontario le 15 août 2008 basé sur un mandat de perquisition pour chercher des armes à feu. Cependant, ils ont trouvé trois fusils à air comprimé qui ont été achetés à Canadian Tire. Aucune accusation n'a été fait contre Belly et ce dernier a commenté que l'intervention était « un gaspillage de l'argent des contribuables d'Ottawa, mais maintenant mes voisins peuvent voir que je n'ai rien à cacher. »

### Singles avec d’autres artistes
- Rush the Floor de Massari feat. Belly (2006)
- Private Dancer de Danny Fernandes feat. Belly (2008)

### Mixtapes officiels
- Dj Kool Kid Presents : Death Before Dishonor : Vol. 1 (2005)
- Dj Kay Slay Presents : Death Before Dishonor : Vol. 2 (2006)
- Big Mike Presents : Death Before Dishonor : Vol. 3 (2007)
- Hate Me Now or Love Me Forever : Vol. 1 (2008)

## Discographie
Le premier album de Belly intitulé The Revolution est sorti le 5 juin 2007 et inclut des collaborations avec des artistes tels que Nina Sky, Kurupt, Ginuwine ou Mario Winans. Belly obtient le prix Juno pour Rap Recording of the Year grâce à cet album.

### Albums
| Année | Détails sur l'album                                                                                                  | Position | Certifications |
| Année | Détails sur l'album                                                                                                  | CAN      | Certifications |
| ----- | --- | -------- | -------------- |
| 2007  | The Revolution - Premier album studio - Sorti : 5 juin 2007 - Label : CP Records - Format : CD                       | 27       | - CAN: Gold    |
| 2012  | Sleepless Nights 1.5 - Deuxième album studio - Sorti : avril 2012 - Label : CP Records - Format : CD, iTunes, Amazon |          |                |

### Singles
- Let Me Live (2006)
- Pressure feat. Ginuwine (2007)
- History Of Violence
- Don't Be Shy feat. Nina Sky (2007)
- I'm The Man feat. Kurupt (2007)
- Get To Know You feat. Keshia Chante (2008)
- Smells Like Money (2008)
- Hot Girl feat. Snoop Dogg (2009)